# Barbara Burton
Barbara Burton (Regne Unit, 1956) és una emprenadora social i activista anglesa. És la fundadora i directora de BehindBras, una iniciativa que proporciona feina a les dones que estan a la presó.
Després de passar un temps a la presó HMP Durham, als 55 anys, Barbara temia no trobar feina a la seva edat després de la seva estada a la presó. Va ser llavors que va decidir crear BehindBras, una empresa de llenceria que dona feina a les dones recent sortides de la presó. A més, els seus beneficis també hi van destinats.
L'any 2018 va ser afegida en la llista 100 Women BBC, que aplega les 100 dones més influents de l'any.